# Cafe pod Minogą (film)
Cafe pod Minogą – polska komedia obyczajowa z 1959 roku w reżyserii Bronisława Broka, zrealizowana na podstawie powieści Stefana „Wiecha” Wiecheckiego pod tytułem Cafe bar pod Minogą.

## Fabuła
W trakcie okupacji niemieckiej warszawscy taksówkarze usiłują zawładnąć majątkiem egzotycznego dyplomaty. Urzędnik uciekł tuż przed wybuchem II wojny światowej, pozostawiając pod podłogą swej willi pieniądze.

## Obsada
- Adolf Dymsza – Maniuś Kitajec
- Wacław Jankowski – Wojtuś Piskorszczak „Starszy”
- Włodzimierz Skoczylas – Piskorszczak „Szmaja”
- Feliks Chmurkowski – Konstanty Aniołek, właściciel „Cafe pod Minogą”
- Stefania Górska – pani Aniołkowa
- Krystyna Kołodziejczyk – Sabcia, wychowanica Aniołków
- Jerzy Duszyński – redaktor Andrzej Zagórski
- Bolesław Płotnicki – Celestyn Konfiteor, sąsiad Aniołków[1]
- Klemens Mielczarek – Władek, narzeczony Sabci
- Mokpokpo Dravi – murzyn Jumbo (wdowa Czarnomordzikowa)
- Hanka Bielicka – Apolonia Karaluch, służąca volksdeutscha
- Aleksander Dzwonkowski – kapuś w „Cafe pod Minogą”
- Jerzy Bielenia – „łachudra” wyrzucony z „Cafe” przez Aniołkową
- Lucjana Bracka – pani Fijołkowa, gospodyni Zagórskiego
- Zygmunt Chmielewski – niemiecki generał
- Artur Młodnicki – adiutant niemieckiego generała
- Bronisław Darski – mężczyzna na drzewie obserwujący paradę WP
- Zbigniew Jabłoński – volksdeutsch, pracodawca Apoloni Karaluch
- Stanisław Kwaskowski – Niemiec, niecierpliwy klient w „Cafe”
- Janusz Paluszkiewicz – żołnierz niemiecki, klient „Cafe”
- Leon Pietraszkiewicz – żandarm aresztujący Zagórskiego
- Zofia Saretok – Hanka, narzeczona Zagórskiego
- Irena Skwierczyńska – komentująca baranki[2] Piskorszczaka
- Wiktor Śmigielski – Kizior
- Tadeusz Schmidt – Witek, dowódca akcji rekwirujący karawan
- Stefan Witas – kolejarz Kwapiak
- Stefan Bartik – strażnik przed willą
- Józef Fryźlewicz – gestapowiec
- Józef Galewski – miejscowy „Matejko”
- Zygmunt Malawski – żołnierz niemiecki, klient „Cafe”
- Adam Perzyk – uczestnik wycieczki, którą oprowadza Piskorszczak
- Leonard Pietraszak – powstaniec
- Stanisław Tym – powstaniec w kolejce po zupę
- Edward Wichura – Niemiec
- Kazimierz Biernacki
- Adam Daniewicz
- Kazimierz Dejunowicz
- Marian Nowicki
- Stanisław Woliński

## Produkcja
Zdjęcia plenerowe kręcono w Warszawie (Stare Miasto, Targówek, ul. Myśliwiecka, ul. Solec, ul. Tykocińska).